# Plakophilin-4
Plakophilin-4‏ (Plakophilin 4) هوَ بروتين يُشَفر بواسطة جين Plakophilin-4 في الإنسان.